# Bahnstrecke Holzkirchen–Rosenheim
| |                      |                                  |                                  |
| Streckennummer (DB): | 5622                 |                                  |                                  |
| Kursbuchstrecke (DB): | 958                  |                                  |                                  |
| Kursbuchstrecke: | 429b (1946)          |                                  |                                  |
| Streckenlänge: | 37,205 km            |                                  |                                  |
| Spurweite: | 1435 mm (Normalspur) |                                  |                                  |
| Streckenklasse: | D4                   |                                  |                                  |
| Stromsystem: | 15 kV 16,7 Hz ~      |                                  |                                  |
| Maximale Neigung: | ca. 13 ‰             |                                  |                                  |
| Minimaler Radius: | 300 m                |                                  |                                  |
| Streckengeschwindigkeit: | 120 km/h             |                                  |                                  |
| Zugbeeinflussung: | PZB                  |                                  |                                  |
| |                      |                                  |                                  |
| \| \| \| von München Hbf \| \| \| \| 0,000 \| Holzkirchen \| 683 m \| \| \| \| nach Lenggries \| \| \| \| \| nach Schliersee \| \| \| \| 6,566 \| Kreuzstraße \| 622 m \| \| \| \| nach München-Giesing \| \| \| \| 13,500 \| Westerham \| 557 m \| \| \| 13,61013,600 \| (Kilometersprung +0,010 km) \| (Kilometersprung +0,010 km) \| \| \| 14,844 \| Feldkirchen-Westerham (Awanst) \| Feldkirchen-Westerham (Awanst) \| \| \| \| Stammgleis Gewerbegebiet Weidach \| \| \| \| 15,495 \| Feldolling (seit 2019) \| Feldolling (seit 2019) \| \| \| 17,800 \| Anschluss Pumpspeicherwerk Vagen \| Anschluss Pumpspeicherwerk Vagen \| \| \| 20,784 \| Bruckmühl \| 510 m \| \| \| 22,180 \| Heufeldmühle \| Heufeldmühle \| \| \| 23,518 \| Hinrichssegen (seit 2014) \| Hinrichssegen (seit 2014) \| \| \| \| Anschluss Bad Aibling Station \| \| \| \| 24,808 \| Heufeld \| 492 m \| \| \| \| von Feilnbach \| \| \| \| 27,782 \| Bad Aibling \| 448 m \| \| \| 28,660 \| Bad Aibling Kurpark (seit 2009) \| Bad Aibling Kurpark (seit 2009) \| \| \| 28,689 \| Glonn (35 m) \| Glonn (35 m) \| \| \| 32,948 \| Kolbermoor \| 462 m \| \| \| 34,740 \| Rosenheim Aicherpark (seit 2019) \| Rosenheim Aicherpark (seit 2019) \| \| \| 35,560 \| Rosenheim-Fürstätt \| Rosenheim-Fürstätt \| \| \| 35,900 \| (Neutrassierung 1876) \| (Neutrassierung 1876) \| \| \| \| von München Hbf \| \| \| \| \| von Mühldorf (Oberbay) \| \| \| \| 37,195 \| Rosenheim (seit 1876) \| 448 m \| \| \| \| von München Hbf \| \| \| \| 37,700 \| Rosenheim (bis 1876) \| 446 m \| \| \| \| nach Kufstein Grenze \| \| \| \| \| nach Salzburg Hbf \| \| \| \| \| \| \| \| Quellen: [1][2][3][4][5][6] \| \| \| \| |                      |                                  |                                  |
| Strecke |                      | von München Hbf                  | von München Hbf                  |
| Bahnhof | 0,000                | Holzkirchen                      | 683 m                            |
| Abzweig geradeaus und nach rechts |                      | nach Lenggries                   | nach Lenggries                   |
| Abzweig geradeaus und nach rechts |                      | nach Schliersee                  | nach Schliersee                  |
| Bahnhof | 6,566                | Kreuzstraße                      | 622 m                            |
| Abzweig geradeaus und nach links |                      | nach München-Giesing             | nach München-Giesing             |
| Bahnhof | 13,500               | Westerham                        | 557 m                            |
| Kilometer-Wechsel | 13,61013,600         | (Kilometersprung +0,010 km)      | (Kilometersprung +0,010 km)      |
| Blockstelle | 14,844               | Feldkirchen-Westerham (Awanst)   | Feldkirchen-Westerham (Awanst)   |
| Abzweig geradeaus und nach rechts |                      | Stammgleis Gewerbegebiet Weidach | Stammgleis Gewerbegebiet Weidach |
| Haltepunkt / Haltestelle | 15,495               | Feldolling (seit 2019)           | Feldolling (seit 2019)           |
| Abzweig geradeaus und ehemals nach rechts | 17,800               | Anschluss Pumpspeicherwerk Vagen | Anschluss Pumpspeicherwerk Vagen |
| Bahnhof | 20,784               | Bruckmühl                        | 510 m                            |
| Haltepunkt / Haltestelle | 22,180               | Heufeldmühle                     | Heufeldmühle                     |
| Haltepunkt / Haltestelle | 23,518               | Hinrichssegen (seit 2014)        | Hinrichssegen (seit 2014)        |
| Abzweig geradeaus und ehemals von links |                      | Anschluss Bad Aibling Station    | Anschluss Bad Aibling Station    |
| Bahnhof | 24,808               | Heufeld                          | 492 m                            |
| Abzweig geradeaus und ehemals von rechts |                      | von Feilnbach                    | von Feilnbach                    |
| Bahnhof | 27,782               | Bad Aibling                      | 448 m                            |
| Haltepunkt / Haltestelle | 28,660               | Bad Aibling Kurpark (seit 2009)  | Bad Aibling Kurpark (seit 2009)  |
| Brücke über Wasserlauf | 28,689               | Glonn (35 m)                     | Glonn (35 m)                     |
| Bahnhof | 32,948               | Kolbermoor                       | 462 m                            |
| Haltepunkt / Haltestelle | 34,740               | Rosenheim Aicherpark (seit 2019) | Rosenheim Aicherpark (seit 2019) |
| ehemaliger Haltepunkt / Haltestelle | 35,560               | Rosenheim-Fürstätt               | Rosenheim-Fürstätt               |
| Verschwenkung von links · Verschwenkung von rechts (Strecke außer Betrieb) | 35,900               | (Neutrassierung 1876)            | (Neutrassierung 1876)            |
| Abzweig geradeaus und von links · Strecke (außer Betrieb) |                      | von München Hbf                  | von München Hbf                  |
| Abzweig geradeaus und von links · Strecke (außer Betrieb) |                      | von Mühldorf (Oberbay)           | von Mühldorf (Oberbay)           |
| Bahnhof · Strecke (außer Betrieb) | 37,195               | Rosenheim (seit 1876)            | 448 m                            |
| Strecke · Abzweig geradeaus und von links (Strecke außer Betrieb) |                      | von München Hbf                  | von München Hbf                  |
| Strecke · Bahnhof (Strecke außer Betrieb) | 37,700               | Rosenheim (bis 1876)             | 446 m                            |
| Abzweig geradeaus und nach rechts · Abzweig geradeaus und nach rechts (Strecke außer Betrieb) |                      | nach Kufstein Grenze             | nach Kufstein Grenze             |
| Strecke · Strecke (außer Betrieb) |                      | nach Salzburg Hbf                | nach Salzburg Hbf                |
| |                      |                                  |                                  |
| Quellen: |                      |                                  |                                  |

Die Bahnstrecke Holzkirchen–Rosenheim, auch Mangfalltalbahn oder Mangfallbahn, ist eine eingleisige, elektrifizierte Hauptbahn in Bayern. Sie verläuft von Holzkirchen durch das Mangfalltal über Bad Aibling nach Rosenheim. Sie dient bedarfsweise als Umleitungsstrecke im Fall von Störungen auf der Bahnstrecke München–Rosenheim. Betreiber der Strecke ist die DB InfraGO.

## Geschichte

### Streckenplanung, Errichtung und Inbetriebnahme
In den 1830er Jahren bestanden erste Pläne für einer Bahnstrecke zwischen München und Rosenheim.
In einem Staatsvertrag vom 21. Juni 1851 vereinbarten das Kaisertum Österreich und das Königreich Bayern den Bau mehrerer grenzüberschreitenden Eisenbahnverbindungen, unter anderem verpflichtete sich Bayern zum Bau einer Strecke von München nach Rosenheim als Teil einer Verbindung weiter nach Salzburg und Kufstein, der sogenannten Bayerischen Maximiliansbahn. Zur Interoperabilität wurden darin einige Trassierungsparameter festgelegt, zum Beispiel die normalspurige Spurweite und der Gleisabstand. Der Unterbau musste für einen späteren zweigleisigen Ausbau vorbereitet werden. Die Verbindung sollte bis zum 1. März 1856 fertiggestellt sein.
Die Strecke Holzkirchen–Rosenheim wurde am 31. Oktober 1857 in Betrieb genommen und bildete zusammen mit dem Abschnitt München–Holzkirchen der späteren Bahnstrecke München–Lenggries die Verbindung München–Rosenheim. Bis zur Fertigstellung des Bahnhofs Rosenheim am 13. November 1858 endete die Strecke in einem provisorischen Bahnhof im Rosenheimer Vorort Am Roßacker. Zwischen Holzkirchen und Rosenheim bestanden die Bahnhöfe Westerham, Bruckmühl, Heufeld, Aibling und Kolbermoor.

### Anschlussstrecken
Die Bahnstrecke wurde zu Beginn vor allem dazu genutzt, um Kohle aus dem Bergwerk in Hausham zur Saline in Rosenheim zu transportieren.
Aufgrund des Verkehrsrückgangs über Holzkirchen durch die 1871 in Betrieb genommene Bahnstrecke München–Rosenheim unterblieb der zweigleisige Ausbau.
1912 wurde zwischen Holzkirchen und Westerham der Bahnhof Kreuzstraße zusammen mit der dort endenden Strecke von München-Giesing errichtet.
Von Bad Aibling führte eine mittlerweile abgebaute, elektrifizierte Lokalbahn nach Bad Feilnbach.

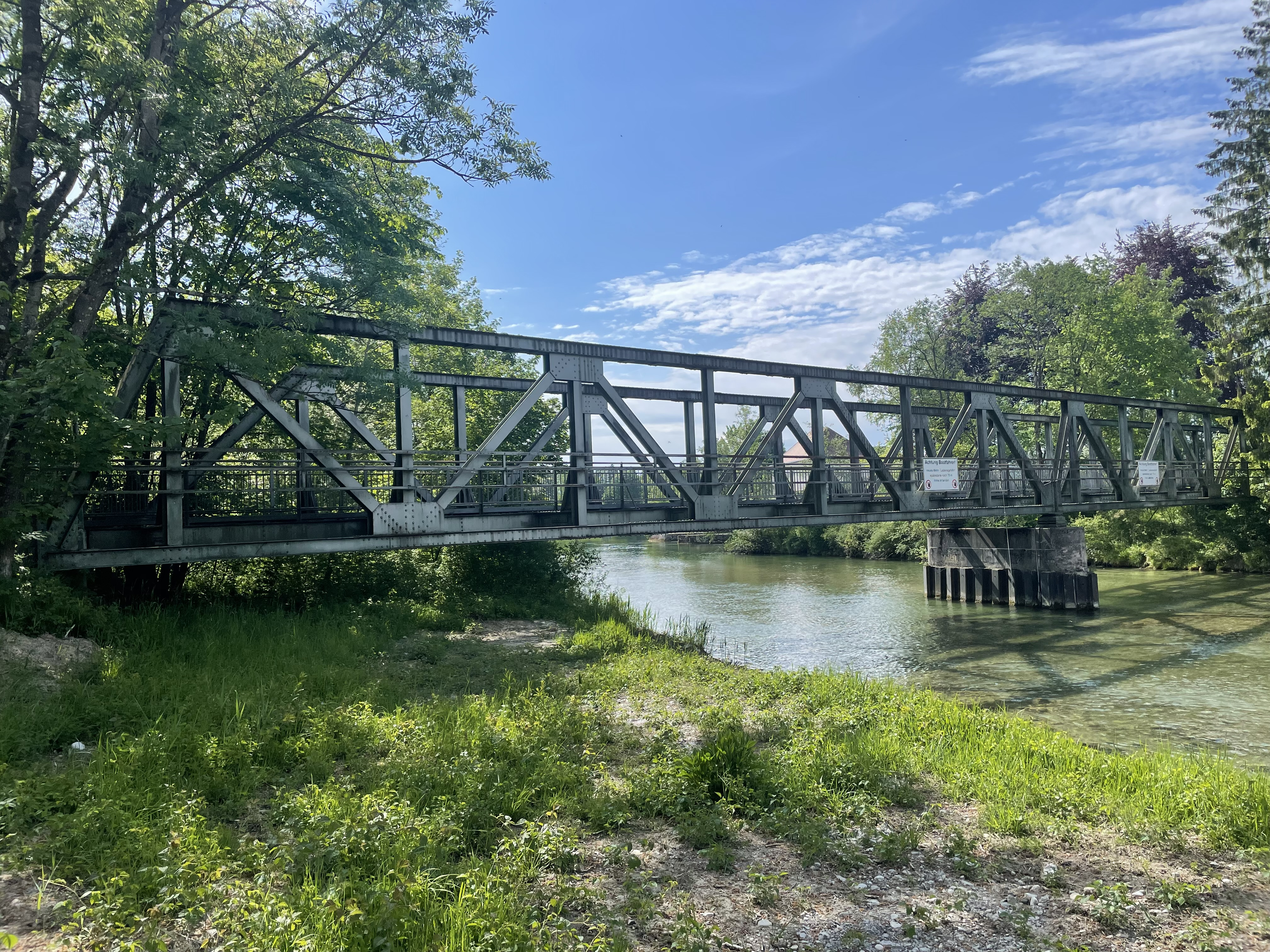
Mangfallbrücke für die ehemalige Anschlussbahn der Leitzachwerke im Mai 2025

Auch existierte östlich von Westerham in südlicher Richtung abgehend ab 1927 eine eingleisige, nicht elektrifizierte, etwa 2,2 km lange Anschlussbahn zur Anbindung der Leitzachwerke, bevor sie Ende der 1990er Jahre bis auf die 60 m lange Fachwerkträger-Brücke über die Mangfall und Gleisreste unmittelbar am und im Kraftwerksgelände demontiert wurde. Betrieben wurde die Strecke von den Stadtwerken München mit einer Akku-Lokomotive.
Die eingleisige, nicht elektrifizierte, etwa 4 km lange Anschlussbahn nach Bad Aibling Station zweigte im Bahnhof Heufeld in nordwestlicher Richtung ab und verlief nach einem halbkreisförmigen Bogen schließlich in östlicher Richtung. Von dieser Strecke sind noch umfangreiche Teile des Gleises vorhanden (Stand 2024).

### Ausbau ab 1971
Die Strecke wurde als Entlastungs- und Umleiterstrecke für die Strecke über Grafing elektrifiziert und zum Fahrplanwechsel am 23. Mai 1971 der elektrische Betrieb aufgenommen.

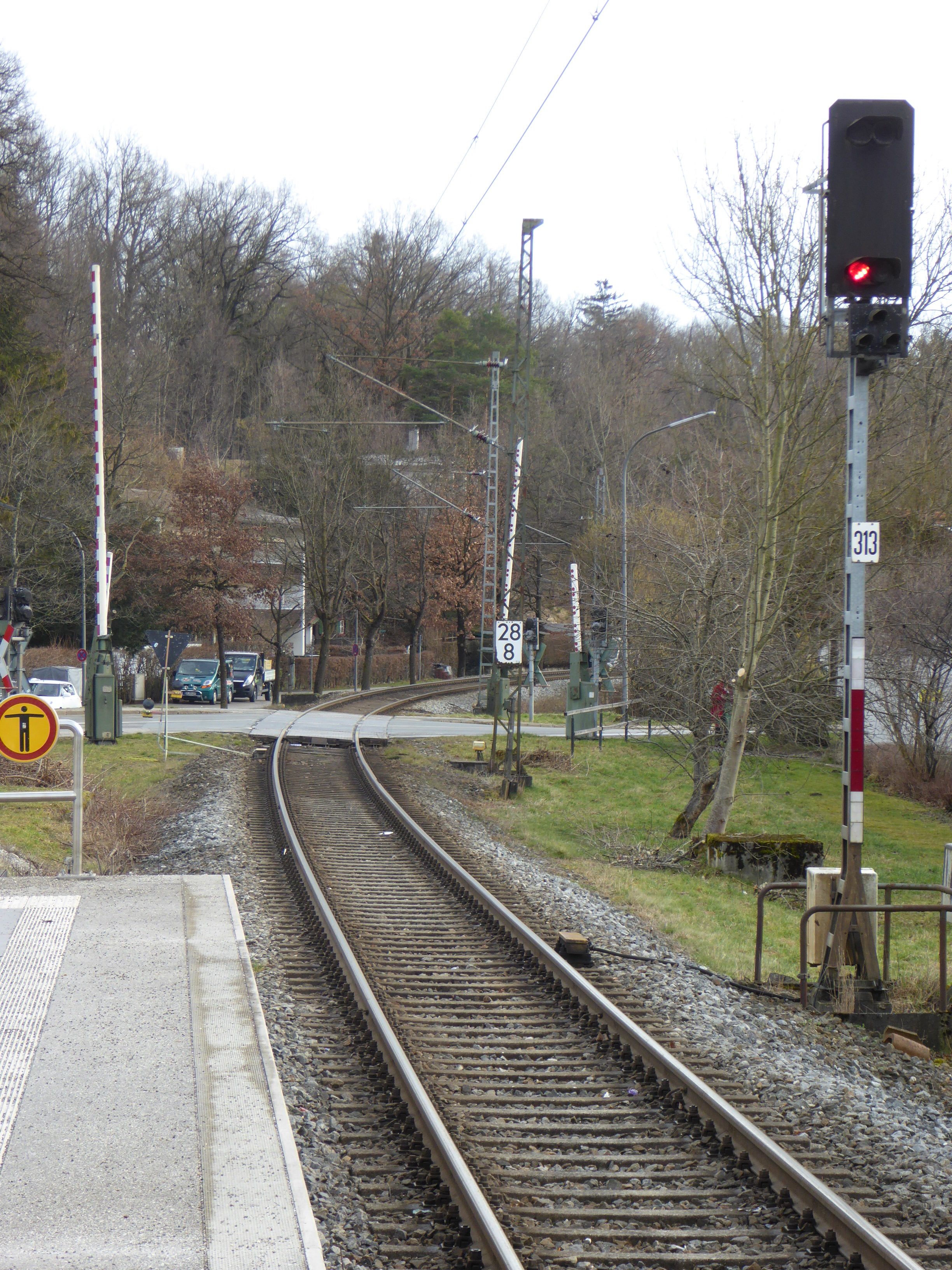
Haltepunkt Bad Aibling Kurpark mit Bahnübergang und Blocksignal bei Streckenkilometer 28,8 (Februar 2016)

Planungen für weitere Haltepunkte in Feldolling, Hinrichssegen und Rosenheim-Aicherpark begannen bereits 1995. Grundlage dafür war ein Kabinettsbeschluss der bayerischen Staatsregierung, der auf Betreiben des Landratsamts Rosenheim und einer dort beauftragten Studie zurückging. Noch im Jahr 2008 schrieb die Deutsche Bahn, dass konkrete Zeitpunkte für die Inbetriebnahmen der vorgesehenen Haltepunkte nicht genannt werden können. Lokalpolitiker erhoben damals schwere Vorwürfe gegen die Deutsche Bahn. Inzwischen wurden der Haltepunkt Bad Aibling Kurpark 2009 und der Haltepunkt Hinrichssegen am 14. Dezember 2014 in Betrieb genommen (die feierliche Einweihung erfolgte am 28. Juli 2015). Zwei neue Haltepunkte, Feldolling und Rosenheim-Aicherpark, gingen 2019 in Betrieb.
Seit dem 15. Dezember 2013 führt die Bayerische Oberlandbahn unter dem Namen Meridian den Verkehr im Auftrag der Bayerischen Eisenbahngesellschaft durch. Aufgrund von Zulassungsproblemen kamen die geplanten dreiteiligen Triebzüge Stadler Flirt 3 erst ab Ende Juni 2014 zum Einsatz, es sind aber auch sechsteilige Triebzüge unterwegs. Seitdem gibt es aus dem Mangfalltal einige Verbindungen, die ohne Umsteigen über Holzkirchen nach München führen (9 Zugpaare pro Tag).

### Unfälle
Auf der Strecke zwischen Bad Aibling und Kolbermoor stießen am 28. Mai 1945 ein mit Soldaten besetzter Militärzug und ein Leerzug zusammen. Der Unfall, der sich in einem unübersichtlichen Waldstück ereignete, forderte fünf Menschenleben und 21 zum Teil schwer Verletzte. Mitursächlich war die Unterbrechung von Fernsprech- und Fernmeldeleitungen zwischen Bad Aibling und Kolbermoor am Ende des Zweiten Weltkrieges.
Am 9. Februar 2016 kam es rund 800 Meter weiter zum Eisenbahnunfall von Bad Aibling, bei dem zwei Regionalzüge der Bayerischen Oberlandbahn kollidierten. Der Fahrdienstleiter hatte beide Zugfahrten auf dem eingleisigen Streckenabschnitt zwischen Bad Aibling und Kolbermoor zugelassen, indem er für den Zug aus Bad Aibling das Ersatzsignal bediente. Bei dem Zusammenstoß starben 12 Menschen, etwa 80 Personen wurden verletzt.

### Ausblick
Die Strecke soll zwischen Westerham und Rosenheim bis Ende 2031 mit ETCS „ohne Signale“ ausgerüstet werden.
Im Rahmen von Machbarkeitsstudien im Projekt „Bahnausbau Region München“ wurden auch mehrere Projekte auf der Mangfalltalbahn untersucht. Die Gutachten bewerteten vor allem einen zusätzlichen Bahnhalt in Föching zwischen Holzkirchen und der Kreuzstraße als positiv. Eine Verlängerung und Eingliederung in eine Regional-S-Bahn zwischen Kreuzstraße und Rosenheim wurden hingegen ebenso negativ bewertet, wie ein S-Bahnverkehr zwischen Holzkirchen und Kreuzstraße.

## Streckenverlauf
Die Bahnstrecke Holzkirchen–Rosenheim beginnt bei Streckenkilometer 0,0 im Bahnhof Holzkirchen. Sie verläuft weitgehend geradlinig mit einem stetigen Gefälle in nordöstlicher Richtung bis zum Bahnhof Kreuzstraße, in dem die Strecke von München-Giesing abzweigt. Ab Kreuzstraße liegt die Trasse im Teufelsgraben (Tal bei Holzkirchen), dem sie bis zu dessen Mündung ins Mangfalltal am Mangfallknie bei Grub hinab folgt. Die Strecke verläuft weiter am linken Hang des Mangfalltals entlang, bis sie im Bahnhof Westerham das Rosenheimer Becken erreicht. Im breiten unteren Mangfalltal verläuft sie stets auf der Nordseite der Mangfall relativ geradlinig über Bad Aibling bis zum Bahnhof Rosenheim. Bis 1876 führte die Strecke im heutigen Bebauungsgebiets von Rosenheim geradlinig an Stelle der heutigen Wittelsbacherstraße und dann nach einem Rechtsbogen in der Lage der heutigen Prinzregentenstraße zum ersten Bahnhof, bevor der heutige Bahnhof eröffnet wurde.

## Fahrzeugeinsatz und Verkehr
Im Schienenpersonenfernverkehr wurde die Strecke in den Fahrplanjahren 1983 bis 1997 von jeweils einem Zugpaar von Schnell- oder Intercity-Zügen (1992–1994) mit Zwischenhalt im Bahnhof Bad Aibling befahren.
Die Gesamtstrecke wurde von lokbespannten Wendezügen befahren. Zwischen März und Juni 2002 ersetzte die DB Regio das Fahrzeugmaterial der Regionalbahn-Linie Holzkirchen–Rosenheim durch Elektrotriebzüge der Baureihe 425.0, von denen fünf auf den Namen der Gemeinden Rosenheim, Kolbermoor, Bad Aibling, Bruckmühl und Feldkirchen-Westerham getauft wurden. Seit dem Fahrplanwechsel im Dezember 2013 wird die Strecke im Rahmen des E-Netzes Rosenheim von der Bayerischen Oberlandbahn unter der Marke Meridian bzw. seit Juni 2020 unter dem Markennamen Bayerische Regiobahn (BRB) bedient. Auf dieser Strecke kommen drei- und sechsteilige Stadler-Flirt-Triebzüge zum Einsatz.